# ハンコ・ジャーミスハイス
ハンコ・ジャーミスハイス（Hanco Germishuys、1996年8月24日 - ）は、メジャーリーグラグビー、ヒューストン・セイバーキャッツに所属するラグビー選手。

## プロフィール
- 南アフリカ共和国・北ケープ州キンバリー出身[1]。
- ポジションはフランカー(FL)、ナンバーエイト(No8)。
- 身長 188cm、体重 102kg
- U20アメリカ代表に選ばれて主将を務めたことがある[2]。
- アメリカ代表キャップは26（2023年2月現在）でラグビーワールドカップ2019のアメリカ代表に選ばれた[3]。

## 略歴
デンバー・スタンピード、コロラド・ラプターズ、オースティン・エリートを経て、2020年、ラグビー・ユナイテッド・ニューヨークに加入。 
2022年、ヒューストン・セイバーキャッツに加入。